# Brett Anderson
Brett Lewis Anderson, conegut com a Brett Anderson (nascut el 29 de setembre de 1967) és un cantant i escriptor musical, exvocalista de la banda britànica "indie" dels anys 90, Suede, i actual co-líder (junt amb el guitarrista i també exSuede Bernard Butler) del grup The Tears, encara que ara mateix el grup no està en actiu. Brett ha estat treballant els darrers anys en un nou disc en solitari el qual ja s'ha gravat i vorà la llum el 2007.

## Biografia
Va nàixer a Haywards Heath, Sussex, Anglaterra, on va anar al col·legi i on a va viure fins a la seua adolescència. Fou al col·legi on Anderson conegué el seu amic Matt Osman, qui després es convertiria en el baixista de Suede, encara que abans de Suede Brett ja havia format part d'altres grups, com The Pigs o Geoff (del darrer també formava part Osman).
Al final dels 80, Anderson marxà a Londres per a anar a la universitat, on conegué la seua nòvia Justine Frischmann, amb qui va formar Suede, juntament amb Osman. A través d'un anunci al setmanari musical anglés NME conegueren Bernard Butler, qui es convertiria en guitarrista de Suede i és reconegut tant pel seu característic estil amb la guitarra com pel fet que va abandonar el grup després d'haver tret el reeixit primer disc. Va ser també a Londres on Anderson va conéixer Simon Gilbert, bateria de Suede.
Ha despertat controvèrsia al llarg de la seua carrera tant per la seua imatge andrògina i comentaris ambigus sobre la seua sexualitat (encara que es declara i és heterosexual) com per l'addicció a l'heroïna que va patir durant la dècada de 1990.
L'any 2002 Suede va traure el seu últim disc, i el 2004 Bernard Butler i ell van tornar a treballar junts formant el grup The Tears, el qual va llançar un debut amb el qual aconseguiren bones crítiques i que van dur en concert durant la major part de 2005. Tanmateix, actualment no sembla que estiguen treballant en un segon disc, atés que entre altres coses, Brett està treballant en el seu disc en solitari, de títol homònim i que eixirà a la venda el 2007.

## Discografia en solitari

### Àlbums
- Brett Anderson (2007)

### Singles
- Love Is Dead (2007)